# 15 Pułk Armat Polowych (austro-węgierski)
Pułk Armat Polowych Nr 15 (FKR. 15) – pułk artylerii polowej cesarskiej i królewskiej Armii.

## Historia pułku
Na początku 1892 roku ze składu 5. Węgierskiego Pułku Artylerii Korpuśnej wyłączono 31. Dywizjon i podporządkowano bezpośrednio komendantowi 5 Brygady Artylerii. Dywizjon stacjonował w Bratysławie (niem. Pressburg) na terytorium 5 Korpusu.
Z dniem 1 stycznia 1894 roku 31. Dywizjon (niem. 31. Batterie-Division) został przeniesiony do Komárom (niem. Komorn) i rozwinięty w 15. Pułk Artylerii Dywizyjnej (niem. 15. Divisions-Artillerie-Regiment).
Z dniem 6 kwietnia 1908 roku weszła w życie nowa organizacja artylerii, w ramach której oddział został przemianowany na 15. Pułk Armat Polowych, a wchodzący w jego skład depot kadry zapasowej został przemianowany na kadrę zapasową. Pułk nadal pozostawał w składzie 5 Brygady Artylerii Polowej, ale pod względem taktycznym został podporządkowany komendantowi 33 Dywizji Piechoty. W 1909 roku 2. dywizjon został przeniesiony do Šamorín (węg. Somorja), a w 1913 roku powrócił do Komárom. W 1914 roku dyslokacja i podporządkowanie pułku nie uległo zmianie.

## Komendanci pułku
- ppłk / płk Julius Meduna von Riedburg (1894[6] – 1896 → stan spoczynku)
- ppłk / płk Gustav Rieder (1896 – 1900 → stan spoczynku)
- ppłk Vinzenz Kristen (1900 – 1903 → stan spoczynku)
- ppłk / płk Johann Roknić (1903 – 1907 → stan spoczynku)
- ppłk / płk Anton Pruggmayer (1907 – 1911 → stan spoczynku)
- ppłk / płk Eduard Kaufmann (1911 – 1914[7] → komendant 33 Brygady Artylerii Polowej)
- płk Ludwig Braun (1915)